# توني إف. شنايدر
توني إف. شنايدر (بالإنجليزية: Tony F. Schneider)‏ هو ضابط أمريكي، ولد في 11 نوفمبر 1917 في هيلزبورو في الولايات المتحدة، وتوفي في 16 أكتوبر 2010 في ألباكركي في الولايات المتحدة.